# Kończyny (Kameduły)
Kończyny – część wsi Kameduły w Polsce, położona w województwie świętokrzyskim, w powiecie buskim, w gminie Busko-Zdrój.
W latach 1975–1998 Kończyny administracyjnie należały do województwa kieleckiego.